# Ик’ (царство)
Ик' — одно из государств древних майя, располагавшееся на территории современной Гватемалы, около озера Петен-Ица. Его столицей был Мотуль-де-Сан-Хосе.

## История
С конца IV века царство находилось в зависимости от Тикаля. Тем не менее, иероглефические тексты упоминают, что в VII веке Ик' на время оказалось под владычеством царства Кануль (со столицей в Калакмуле) — злейшего врага Мутульского царства, прежде чем вновь перейти под власть Тикаля в начале VIII века.
В тексте 711 года правитель Ик'а назван вассалом царя Тикаля Хасав-Чан-Кавиля I. Этот вассалитет был, вероятно, скреплен браком: на полихромном сосуде правитель Ик'а Тайель-Чан-Кинич изображен принимающим женщину из правящей династии Мутуля, а на другой вазе он вместе с ней принимает дань от трех сановников.
Иш-Вак-Тун, царевна из Ик'а, была женой царя Пачана Яшун-Балама IV. Упоминается, что в 763 году она совершила обряд жертвоприношения богу изобилия Кавилю.
В 745 году правитель Южного Мутульского царства (со столицей в Дос-Пиласе) Кавиль-Чан-Кинич разгромил царевича из Ик'а и взял его в плен. В честь этой победы он приказал высечь надпись на иероглифической лестнице в Дос-Пиласе.
В VIII веке Ик'ом было подчинено островное царство Иц'а.
В период между 796 и 800 годами Ик' было рагромлено в войне правителем Яшчилана Ицамнах-Баламом IV.